# بل (فیلم ۲۰۲۱)
بل (به انگلیسی: Belle) (به ژاپنی: 竜とそばかすの姫) یک فیلم انیمه علمی تخیلی ژاپنی محصول سال ۲۰۲۱ است که توسط مامورو هوسودا نوشته و کارگردانی شده و توسط استودیو چیزو تهیه شده‌است. این فیلم در ۱۵ ژوئیه ۲۰۲۱ در جشنواره فیلم کن ۲۰۲۱ به نمایش درآمد، که مورد استقبال منتقدان قرار گرفت و فیلم با تشویق مداوم ۱۴ دقیقه ای مواجه شد. این فیلم در ۱۶ ژوئیه ۲۰۲۱ در ژاپن در سینما منتشر شد.

## داستان
سوزو یک دانش آموز ۱۷ ساله دبیرستانی است که هم در دنیای واقعی ژاپن و هم در دنیای مجازی به نام "U" با نام بل (Belle) زندگی می‌کند و…

## تولید
استودیو چیزو روی این پروژه کار کرد و از جیم کیم انیماتور و طراح شخصیت کهنه‌کار شرکت والت دیزنی و مایکل کاماچو در مورد طراحی شخصیت بل کمک گرفت. همچنین استودیو کارتون سالون در ساخت پس زمینه‌های دنیای موازی U نیز مشارکت داشت.